# Diocesi di Ilta
La diocesi di Ilta (in latino Dioecesis Hiltensis) è una sede soppressa e sede titolare della Chiesa cattolica.

## Storia
Ilta, nell'odierna Tunisia, è un'antica sede episcopale della provincia romana dell'Africa Proconsolare, suffraganea dell'arcidiocesi di Cartagine.
Sono tre i vescovi documentati di questa diocesi africana. Alla conferenza di Cartagine del 411, che vide riuniti assieme i vescovi cattolici e donatisti dell'Africa romana, presero parte il cattolico Ilariano e il donatista Vittore. Pariatore prese parte al concilio antimonotelita di Cartagine del 646.
Dal 1933 Ilta è annoverata tra le sedi vescovili titolari della Chiesa cattolica; la sede è vacante dal 5 aprile 2025.

## Cronotassi

### Vescovi
- Ilariano † (menzionato nel 411)
  - Vittore † (menzionato nel 411) (vescovo donatista)
- Pariatore † (menzionato nel 646)

### Vescovi titolari
- Norberto Forero y García † (7 luglio 1951 - 27 maggio 1956 nominato vescovo di Santa Marta)
- Napoléon-Alexandre Labrie, C.I.M. † (7 dicembre 1956 - 23 novembre 1970 dimesso)
- Józef Kazimierz Kluz † (12 maggio 1972 - 5 dicembre 1982 deceduto)
- Rafael Eleuterio Rey † (30 aprile 1983 - 18 dicembre 1991 nominato vescovo di Zárate-Campana)
- Thomas Nguyễn Văn Trâm (6 marzo 1992 - 22 novembre 2005 nominato vescovo di Bà Rịa)
- Jean-Abdo Arbach, B.C. (17 ottobre 2006 - 11 novembre 2006 nominato vescovo titolare di Palmira dei Melchiti)
- Christophe Zoa (30 novembre 2006 - 4 dicembre 2008 nominato vescovo di Sangmélima)
- Gérald Cyprien Lacroix, I.S.P.X. (7 aprile 2009 - 22 febbraio 2011 nominato arcivescovo di Québec)
- John Francis Sherrington (30 giugno 2011 - 5 aprile 2025 nominato arcivescovo di Liverpool)